# Mojocoya
Mojocoya è un comune (municipio in spagnolo) della Bolivia nella provincia di Jaime Zudáñez (dipartimento di Chuquisaca) con 7 919 abitanti (dato 2012).

## Cantoni
Il comune è formato dall'unico cantone omonimo suddiviso in 31 subcantoni.